# Halkempanahalli, Malur
Halkempanahalli là một làng thuộc tehsil Malur, huyện Kolar, bang Karnataka, Ấn Độ.